# Липс, Ханс-Йорг
Ханс-Йорг Липс (нем. Hansjörg Lips; род. 10 апреля 1963) — швейцарский кёрлингист.

## Достижения
- Зимние Олимпийские игры: серебро (1988)[4].
- Чемпионат Европы по кёрлингу: серебро (1994).

## Команды
| Сезон   | Четвёртый      | Третий       | Второй       | Первый     | Запасной                            | Турниры  |
| ------- | -------------- | ------------ | ------------ | ---------- | ----------------------------------- | -------- |
| 1987–88 | Ханс-Йорг Липс | Рико Зимен   | Штефан Людер | Петер Липс | Марио Флюкигер                      | ЗОИ 1988 |
| 1994–95 | Ханс-Йорг Липс | Штефан Людер | Петер Липс   | Рико Зимен | Бьорн Шрёдер тренер: Michael Müller | ЧЕ 1994  |

(скипы выделены полужирным шрифтом)